# Campesinas bretonas
Campesinas bretonas es un cuadro del pintor francés Paul Gauguin. Está realizado en óleo sobre lienzo. Mide 66 cm de alto y 92 cm de ancho. Fue pintado en 1894. Se encuentra en el Museo de Orsay, París, Francia.

## Características
Gauguin realizó este cuadro a su vuelta de la isla del Pacífico Tahití, en 1894. Es un cuadro de tema bretón. En él se ve a dos campesinas bretonas, vestidas con el traje típico y tocadas con cofias blancas almidonadas, paradas en el camino. Detrás de ella, un paisaje con un bosque a la derecha y casas y prados a la izquierda.
Gauguin utiliza en este cuadro la técnica del «cloisonismo», esto es, el color plano se ve encerrado por gruesos trazos negros o azul de Prusia. Los colores son suaves, y en algunos casos no naturales, como en la representación del bosque.
Simplifica y estiliza las poses, los gestos y los rostros de las mujeres.